# 好像会让人哭出来的冬天
「好像会让人哭出来的冬天」（日语：泣いちゃいそう冬）是桃色幸運草Z的第3張聖誕限定曲，於2013年12月23日由STARCHILD發售、1月22日開始提供網上付費下載。

## 概要
2013年12月23日、於『ももいろクリスマス2013』會場限定發售。

## 收錄曲
1. 泣いちゃいそう冬
作詞／作曲：広瀬香美　編曲：本間昭光
2. 鋼の意志
作詞／作曲／編曲：高見沢俊彦
3. 泣いちゃいそう冬（off vocal ver.）
4. 鋼の意志（off vocal ver.）

## 外部連結
- 國王唱片專題頁面 （日語）
- iTunes - 泣いちゃいそう冬（页面存档备份，存于） （日語）